# Хрящ-молочник гірчак
Хрящ-молочник гірчак (Lactarius rufus (Scop. ex Fr.) Fr.) — гриб родини сироїжкових — Russulaceae.

## Опис
Шапинка гола 3-10(12) см у діаметрі, щільном'ясиста, опукло-плоска або увігнуторозпростерта, з більш-менш гострим горбочком у центрі, сірувато-червонувато-коричнева, гола, іноді дрібногорбкувато-зморшкувата. Пластинки густі, вузькі, рожевувато-білуваті, згодом червонувато-світло-вохряні, м'ясовохряні або іржаво-червоно-вохряно-білуваті. Спори (7)8-10 Х 6-7,5 мкм. Ніжка 4-8(12) Х 0,5-2 см кольору шапки або світліша, біля основи білувато-повстиста, щільна, з часом утворюється порожнина. Молочний сік водянисто-білий, пекучо-їдкий, на повітрі не змінюється. М'якуш кольору шапки, але світліший, щільний, має запах деревини.

## Поширення

### Поширення в Україні
В Україні поширений на Поліссі та в Лісостепу. Росте у хвойних і мішаних лісах, часто великими групами.

## Використання
Збирають у червні — листопаді. Умовно їстівний гриб низької якості.
Свіжим не використовують; заготовляють про запас — засолюють після відварювання (відвар вилити!).
Lactarius rufus використовують для біоіндикації радіологічного забруднення.